# Suchindrum
Suchindrum es una ciudad y nagar Panchayat situada en el distrito de Kanyakumari en el estado de Tamil Nadu (India). Su población es de 13193 habitantes (2011). Se encuentra a 75 km de Thiruvananthapuram y a 74 km de Tirunelveli. 

## Demografía
Según el censo de 2011 la población de Suchindrum era de 13193 habitantes, de los cuales 6526 eran hombres y 6667 eran mujeres. Suchindrum tiene una tasa media de alfabetización del 94,65%, superior a la media estatal del 80,09%: la alfabetización masculina es del 96,40%, y la alfabetización femenina del 92,97%.